# Styringomyia bicornuta
Styringomyia bicornuta är en tvåvingeart som beskrevs av Alexander 1938. Styringomyia bicornuta ingår i släktet Styringomyia och familjen småharkrankar. Inga underarter finns listade i Catalogue of Life.